# Mitsubishi G6M1
Mitsubishi G6M1 – japoński myśliwiec eskortowy z okresu II wojny światowej. Był specjalnie do tego celu przebudowaną wersją samolotu bombowego Mitsubishi G4M i miał za zadanie eskortować wyprawy bombowe. Nigdy jednak nie został użyty zgodnie z przeznaczeniem, a wyprodukowane egzemplarze służyły jako samoloty treningowe i transportowe.

## Historia

### Geneza
23 października 1939 roku oblatano bombowiec Mitsubishi G4M. Maszyna, pomimo bardzo dobrych osiągów, nie została skierowana od razu do produkcji seryjnej. Wiązało się to z sytuacją w Chinach, gdzie lotnictwo Japońskiej Cesarskiej Marynarki Wojennej prowadziło intensywne działania bojowe między innymi z użyciem bombowców Mitsubishi G3M i właśnie tych maszyn potrzebowała w pierwszej kolejności marynarka. Niechętnie zatem patrzyła na zakłócanie ich dostaw, a stałoby się tak w przypadku uruchomienia linii montażowej nowych bombowców G4M. Dodatkowo nowe samoloty wymagały czasu, aby przeszkolić w ich obsłudze załogi. Samoloty G3M pierwotnie przeznaczono do ataków na wrogie okręty, jednak z powodu braku tego rodzaju celów były często wykorzystywane do bombardowań miast i pozycji nieprzyjaciela. Zasięg prowadzonych działań sprawiał, że maszyny realizowały swoje zadania często bez osłony myśliwskiej, narażając się tym samym na przeciwdziałanie ze strony nieprzyjacielskiego lotnictwa. Straty były na tyle duże, że zrezygnowano z przeprowadzania nalotów dziennych na korzyść akcji przeprowadzanych w nocy. Szeroko wykorzystywane w Chinach myśliwce marynarki Mitsubishi A5M nie posiadały wystarczającego zasięgu aby towarzyszyć japońskim wyprawom bombowym w drodze nad cel. W tych okolicznościach, chińscy piloci latający na niezbyt nowoczesnych samolotach I-15bis, I-153 czy I-16 zadawali G3M ciężkie straty. Jednym z pomysłów, aby zaradzić zaistniałej sytuacji, było przebudowanie kilku maszyn wersji G3M2 do roli samolotów eskortowych. Zamierzano usunąć z nich wyposażenie bombowe, a w zamian uzbroić je w dodatkowe karabiny i działka. Do roli myśliwców eskortowych przeznaczono maszyny G3M2 Model 22. Pomysł nie sprawdził się, klasyczne bombowce G3M po zrzuceniu ładunku szybko oddalały się znad celu, a eskortowe G3M2, obciążone wyposażeniem strzeleckim i dziesięcioosobową załogą nie były w stanie dotrzymać im kroku. Pojawienie się G4M, samolotu o zdecydowanie większych osiągach niż G3M sprawiło, że pomysł odżył na nowo.

### Projekt
Jeszcze przed oblataniem prototypu G4M, pomimo sprzeciwów ze strony wytwórni, pod koniec 1938 roku zapadła decyzja o przebudowie samolotu na maszynę eskortową. Inicjatorem całego przedsięwzięcia była marynarka, która z jednej strony chciała pozyskać maszynę eskortową ale z drugiej, była to również próba opóźnienia wprowadzenia bombowych wersji G4M. Pracę nad nową konstrukcją podjęto w Pierwszym Arsenale Lotniczo–Technicznym Lotnictwa Marynarki (第一海軍航空技術廠, Dai–Ichi Kaigun Kōkū Gijutsu–shō, znanym pod skrótowym określeniem Kūgishō) w Yokosuka. Nowa konstrukcja otrzymała oznaczenie 12–Shi Rikujo Kogeki–Ki Kai (12–Shi Doświadczalny Lądowy Samolot Uderzeniowy Marynarki Wojennej Zmodyfikowany). Usunięto wyposażenie bombowe a same drzwi bombowe zaspawano. Pod kadłubem – w miejscu komory bombowej – umieszczono dużą kroplową gondolę strzelecką. W jej wnętrzu umieszczono dwa działka Typ 99–1 Model1 kalibru 20 mm. Jedno z nich mogło prowadzić ogień do przodu, a drugie do tyłu. Kolejne działko Typ 99–1 umieszczono w ogonie samolotu, a następne, takie samo – zainstalowano na przenośnej lawecie – w środku kadłuba. Laweta umożliwiała prowadzenie ognia z boku kadłuba raz z jednej, raz z drugiej strony. Na dziobowym stanowisku strzeleckim, podobnie jak w wersji bombowej, pozostawiono pojedynczy karabin Typ 97 kalibru 7,7 mm. Zlikwidowano grzbietowe stanowisko strzeleckie, usunięto część skrzydłowych, integralnych zbiorników paliwa znajdujących się na zewnątrz od silnika, a pozostawione zbiorniki pokryto trójwarstwową osłoną z gumy, ochraniając w ten sposób tylne i przednie ściany zbiorników. Zapas paliwa umieszczony w skrzydłach został przeznaczony na dolot nad cel; walkę nad celem i powrót do bazy miały natomiast zapewnić dodatkowe zbiorniki umieszczone w komorze bombowej wewnątrz kadłuba, które również zostały osłonięte warstwą gumy. Ilość paliwa w porównaniu z wersją bombową uległa zmniejszeniu z 4900 do 3640 litrów. Liczbę członków załogi zwiększono do 10 osób. Podobnie jak to miało miejsce w przypadku eskortowej wersji G3M, a później amerykańskich Boeing YB-40 Flying Fortress i Consolidated XB-41 Liberator, pomysł, aby uzbrojone bombowce pełniły rolę samolotów eskortowych, nie sprawdził się. Pomimo usunięcia wyposażenia i uzbrojenia bombowego, dodatkowe uzbrojenie strzeleckie oraz wieżyczki zwiększały masę samolotu oraz pogarszały właściwości lotne. W efekcie osiągi maszyny odbiegały od parametrów bombowców, które pozbywszy się swojego ładunku nad celem, pozostawiały swoją eskortę za sobą. Dopiero wprowadzanie klasycznych samolotów myśliwskich (w sierpniu 1940 roku w Chinach pojawił się myśliwiec Mitsubishi A6M, o dużym zasięgu) zapewniło ochronę wyprawom bombowym. Prace prowadzone nad wersją G6M1, opóźniły wprowadzenie do linii bombowych wariantów G4M o około rok.

## Służba

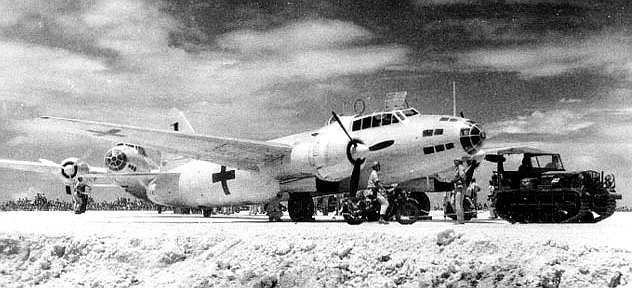
Bataan 1 i Bataan 2 na wyspie Le Shima, na pierwszym planie G4M1

Pierwsze dwie maszyny, przebudowane z gotowych płatowców G4M, ukończono w sierpniu 1940 roku; we wrześniu kolejne dwie, a do końca roku kolejnych dwanaście. W sumie do marca 1941 roku wybudowano 30 egzemplarzy. Samolot nigdy nie został wprowadzony do akcji w roli maszyny myśliwskiej. Pierwsze trzy G6M, które miały przejść cykl badań w roli myśliwców skierowano do Takao Kōkūtai (Korpus Lotniczy/Grupa Powietrzna Takao), wykorzystano do przeszkolenia załóg samolotów bombowych G4M. Wprowadzenie do akcji A6M sprawiło, że G6M stały się zbędne, przebudowano je do roli samolotów szkolnych dla załóg bombowych, usuwając z nich zbędne wyposażenie strzeleckie. Tak zmodyfikowane samoloty otrzymały oznaczenie Duży Lądowy Samolot Treningowy Marynarki Wojennej Typ 1 i skrótowe oznaczenie G6M1–K, przyjęto je na uzbrojenie w kwietniu 1941 roku. Część z wybudowanych samolotów zmodernizowano do pełnienia roli samolotu transportowego, mogącego przewozić dwudziestu spadochroniarzy wraz z wyposażeniem lub ekwiwalent ładunku. W boku kadłuba, w miejscu standardowych, umieszczono duże drzwi ułatwiające desantowanie. Zdemontowano zbędne uzbrojenie, dzięki czemu zredukowano załogę do pięciu osób. Tak zmodyfikowana maszyna otrzymała oznaczenie G6M1–L2 i przyjęto ją na uzbrojenie w październiku 1941 roku. Część maszyn G6M1–L2 wykorzystywana była w sztabach flotylli powietrznych jako samoloty dyspozycyjne. Samoloty G6M1–L2 wykorzystywano w 1, 2 i 3 Kōkūtai oraz w Kōkūtai 1001 i 202 (jednostki lotnictwa transportowego) i Tainan Kōkūtai. Ostatnim zadaniem wersji G6M1–L2 było przewiezienie z Kisarazu w Japonii na wyspę Ie jima delegacji pod przewodnictwem generała Torashiro Kawabe w celu odbycia rozmów kapitulacyjnych z generałem Douglasem MacArthurem. Misje wykonały dwie maszyny oznaczone jako Bataan 1, pod którym krył się samolot G6M1–L2 i Bataan 2, którym była G4M1. Obydwa samoloty pomalowane były całe na biało, a w miejscu zarezerwowanym dla Hinomaru zostały wymalowane zielone krzyże. Kryptonimy Bataan wybrał osobiście MacArthur a nawiązywały one do bataańskiego marszu śmierci. Po wylądowaniu na Ie jima japońska delegacja przesiadła się na pokład amerykańskiego Douglas C-54 Skymaster, którym polecieli do Manili na Filipinach, gdzie oczekiwał na nich MacArthur. Po zakończeniu rozmów japońska delegacja wróciła na Ie jima, lecz z powodu awarii G4M1 wszystkich musiał na pokład wziąć Bataan 1. Podczas lotu powrotnego do Japonii maszyna z powodów technicznych musiała awaryjnie lądować w okolicach rzeki Tenryū na wyspie Honsiu.